# جسارت امید
جسارت امید: اندیشه‌هایی پیرامون بازپس‌گیری رؤیای آمریکایی (به انگلیسی: The Audacity of Hope: Thoughts on Reclaiming the American Dream)، دومین کتاب نوشته‌شده توسط باراک اوباما، رئیس‌جمهور ایالات متحدهٔ آمریکاست. در پاییز ۲۰۰۶ پس از اعلام حمایت اپرا وینفری از باراک اوباما، جسارت امید در صدر فهرست پر فروش‌ترین کتاب‌های نیویورک تایمز و آمازون دات‌کام قرار گرفت. در این کتاب اوباما دربارهٔ بسیاری از موضوعاتی که بعدها جزئی از کارزار انتخاباتی‌اش در سال ۲۰۰۸ شدند به‌تفصیل سخن می‌گوید. اوباما اندکی کمتر از سه ماه پس از انتشار کتابش، در ۱۰ فوریهٔ ۲۰۰۷ خبر از اعلام آمادگی برای حضور در کارزار تبلیغاتی ریاست‌جمهوری ایالات متحده داد که در نهایت با پیروزی او به پایان رسید.